# Vol 602 d'Iberia
El 7 de gener de 1972 un Sud Aviation SE 210 Caravelle VIR amb matrícula EC-ATV de la companyia espanyola Iberia, que realitzava el vol regular 602 (IB-602) entre València i l'illa d'Eivissa, va xocar en una muntanya de sa Talaiassa mentre iniciava la maniobra d'aterratge. Van morir els 104 ocupants de l'aeronau: 6 tripulants i 98 passatgers, la majoria dels quals eren valencians que tornaven a Eivissa per a treballar després de les vacances.

## Esdeveniments
A les 12.10 del 7 de gener de 1972 i sota una boira densa, l'avió, que estava baixant per fer la maniobra d'aterratge, xocà contra una muntanya de sa Talaiassa de 415 metres sobre el nivell del mar, la més alta de l'illa. No hi va haver supervivents i va ser el segon accident més greu de la història aeronàutica espanyola per darrere de l'accident aeri del Montseny de 1970.
A primera hora de la tarda es van tenir les primeres notícies de l'accident, si bé eren confuses i, de vegades, contradictòries. Primer es va dir que l'avió havia caigut al mar, a l'oest de l'illa d'Eivissa, entre Sant Antoni de Portmany i l'illot de sa Conillera. Tampoc no es va saber en els primers moments si l'accident va sobrevenir abans o després que l'avió hagués pres terra a Eivissa. Posteriorment es va veure les dimensions de la tragèdia. S'afirma que l'estrèpit de l'accident a ses Roques Altes es va poder sentir a mitja illa. Les restes dels passatgers i tripulants van ser recuperades per uns 200 efectius, entre els quals hi havia guàrdies civils, militars i voluntaris.